# Dornier Do 28
Dornier Do 28 Skyservant je dvoumotorový lehký víceúčelový letoun typu STOL vyráběný německou společností Dornier Flugzeugbau. Vychází z letounu Dornier Do 27.

## Vývoj
Prototyp Do 28V1 vzlétl 29. dubnu 1959 v Oberpfaffenhofenu poháněný pístovými jednotkami Lycoming O-360A-1A o výkonu po 206 kW. V následujícím roce byla do sériové výroby zařazena verze Do-28A-1, kterou ve výrobě nahradila varianta Do 28B-1 s motory IO-540A-1A o výkonu 213 kW.
Plovákové varianty nesly označení Do 28A-1S a Do 28B-1S.
Velmi slibně se jevil prototyp Do 28C s turbovrtulovými motory Turbomeca Astazou II o výkonu 390 kW, avšak na trhu o něj nikdo neprojevil zájem.
Rozměrnější varianta Do 28D Skyservant byla úspěšně zalétána 23. února 1966 a zákazníci mohli sériové stroje Do 28D-1 odebrat již během roku 1968. Pohon zajišťují dva vzduchem chlazené šestiválce Lycoming IGSO-540-A1A pohánějící třílisté kovové automaticky stavitelné vrtule Hartzell o průměru 2,48 m. Slouží v Luftwaffe, Německém námořnictvu a řadě vojenských letectev po celém světě. Byla vyrobena řada různých variant letounu.
Později přišla na trh zlepšená verze Do 28B-2, kterou firma Dornier z obchodních důvodů přeznačila na Do 128-2 Skyservant.
Instalací turbovrtulových jednotek Pratt & Whitney Canada PT-6A-110 o výkonu 298 kW vznikl prototyp Do 28-6X, který byl zalétán 4. března 1980. Od roku 1982 se tato verze začala prodávat pod označením Do 128-6 Turbo-Skyservant.

## Specifikace

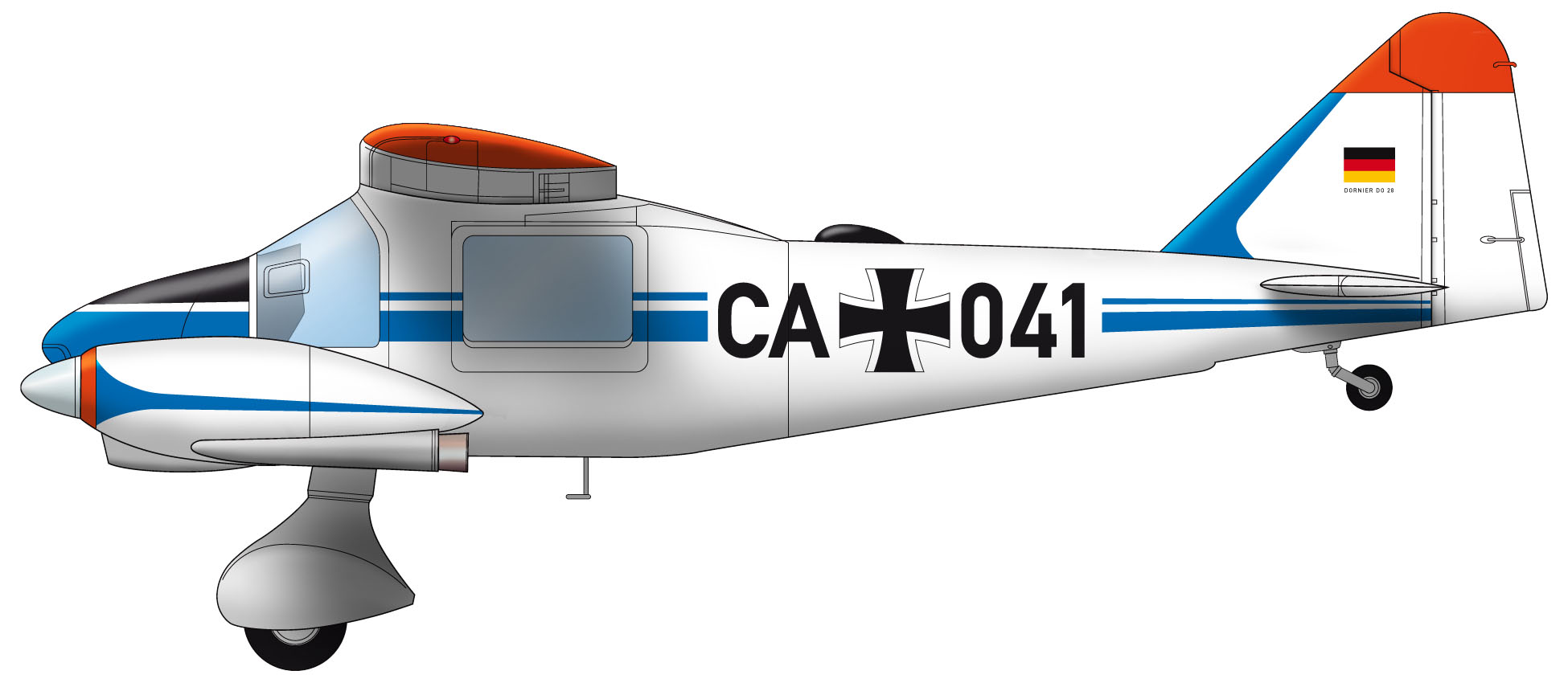
Do 28A-1

Údaje platí pro prototyp a stroje první série

### Technické údaje
- Osádka:
- Kapacita:
- Rozpětí: 15,00 m
- Délka: 11,37 m
- Výška: 3,90 m
- Nosná plocha: 28,00 m²
- Hmotnost prázdného letounu: 2095 kg
- Max. obchodní náklad: 1360 kg
- Vzletová hmotnost: 3650 kg
- Pohonná jednotka: 2 × pístový motor Lycoming O-360A-1A
- Výkon pohonné jednotky: po 206 kW

### Výkony
- Maximální rychlost ve 4000 m: 324 km/h
- Cestovní rychlost: 228 km/h
- Dostup: 7310 m
- Dostup na jeden motor: 3250 m
- Stoupavost u země: 6,5 m/s
- Dolet (12 cestujících a 120 kg náklad): 793 km
- Dolet (8 cestujících a 68 kg náklad): 1960 km
- Dolet s max. nákladem: 440 km
- Rozjezd: 152 m
- Délka startu přes překážku 15 m:
- Dojezd: 142 m
- Délka přistání z 15 m: 233 m

## Uživatelé

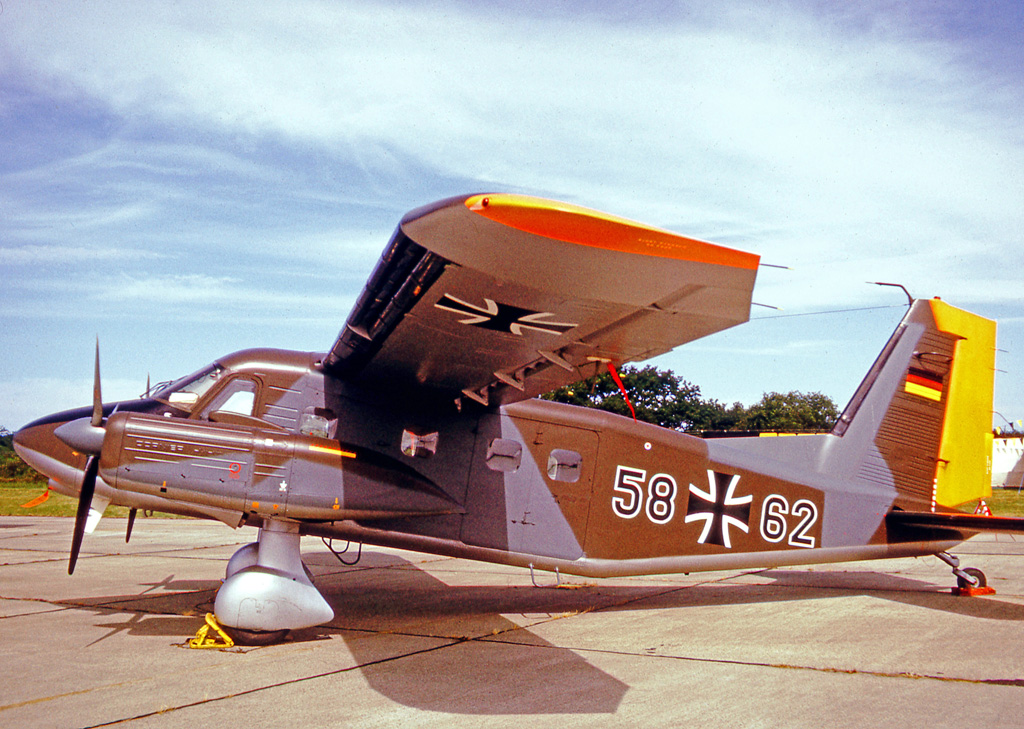
Dornier Do28D-2 (58+62)

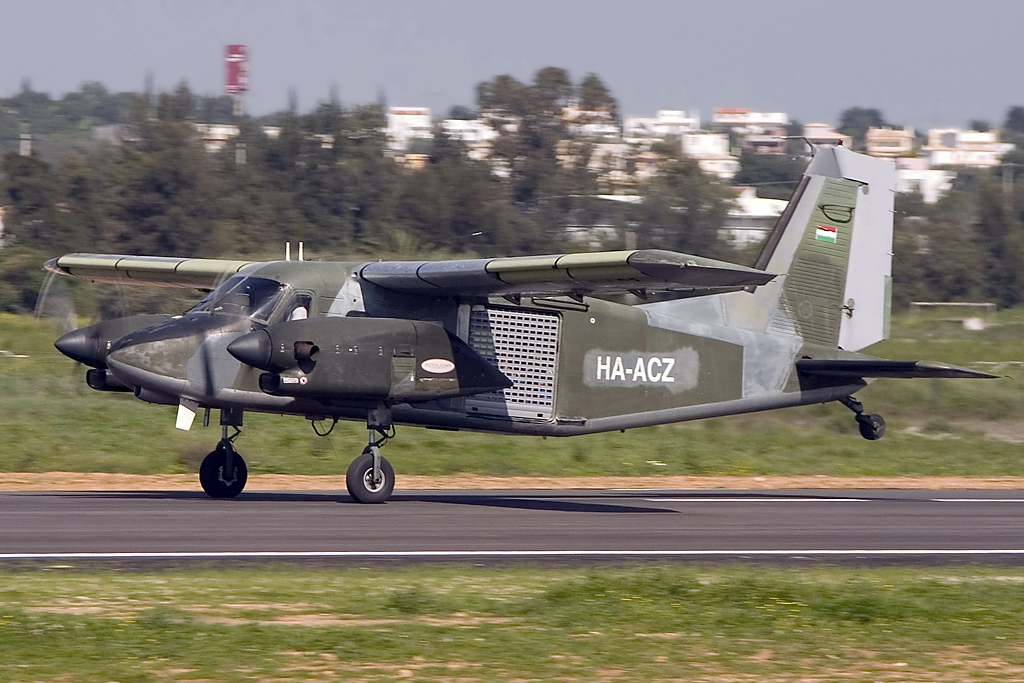
Maďarský Do 28 G-92 s motory Walter M601

- Angola
- Benin
- Izrael
- Kamerun
- Keňa
- Lesotho
- Malawi
- Maroko
- Mosambik
- Německo
- Nigérie
- Řecko
- Španělsko
- Srbsko
- Turecko
- Zambie